# SN 2010dl
SN 2010dl – supernowa typu Ia odkryta 24 maja 2010 roku w galaktyce IC1391. W momencie odkrycia miała maksymalną jasność 16,40m.